# Tutshill
Tutshill est un petit village de la paroisse de Tidenham, situé dans la forêt de Dean, dans le Gloucestershire, en Angleterre. Il est situé sur la rive Est de la rivière Wye, qui forme la limite avec le Monmouthshire à cet endroit, et qui sépare le village de la ville de Chepstow. 
Le village de Woodcroft (en) jouxte Tutshill au Nord et, de l'autre côté de la route A48, se trouve le village de Sedbury.

## Histoire
Le toponyme « Tutshill » vient de la ruine « tut », le terme local « mirador », au sommet d'une colline surplombant la rivière Wye et son ancien point de passage à Castleford avec une vue lointaine sur le fleuve Severn et l'estuaire. La tour a une date indéfinie et a été proposée soit comme tour de garde anglo-normande associée au château de Chepstow, soit comme moulin à vent ultérieur. Un moulin à vent surplombant la Wye au-dessus de Chapelhouse Wood a été enregistré en 1584. Il a peut-être été adapté plus tard comme une fabrique de jardin, ce qui a conduit à une tradition locale selon laquelle le moulin en ruine avait été une tour de guet. Tutshill était autrefois une terre commune dans la «dîme de Bishton» au sud de Tidenham Chase. La seule maison au carrefour de Tootshill jusqu'au XIXe siècle était apparemment la ferme de Tootshill, enregistrée en 1655.

## J. K. Rowling

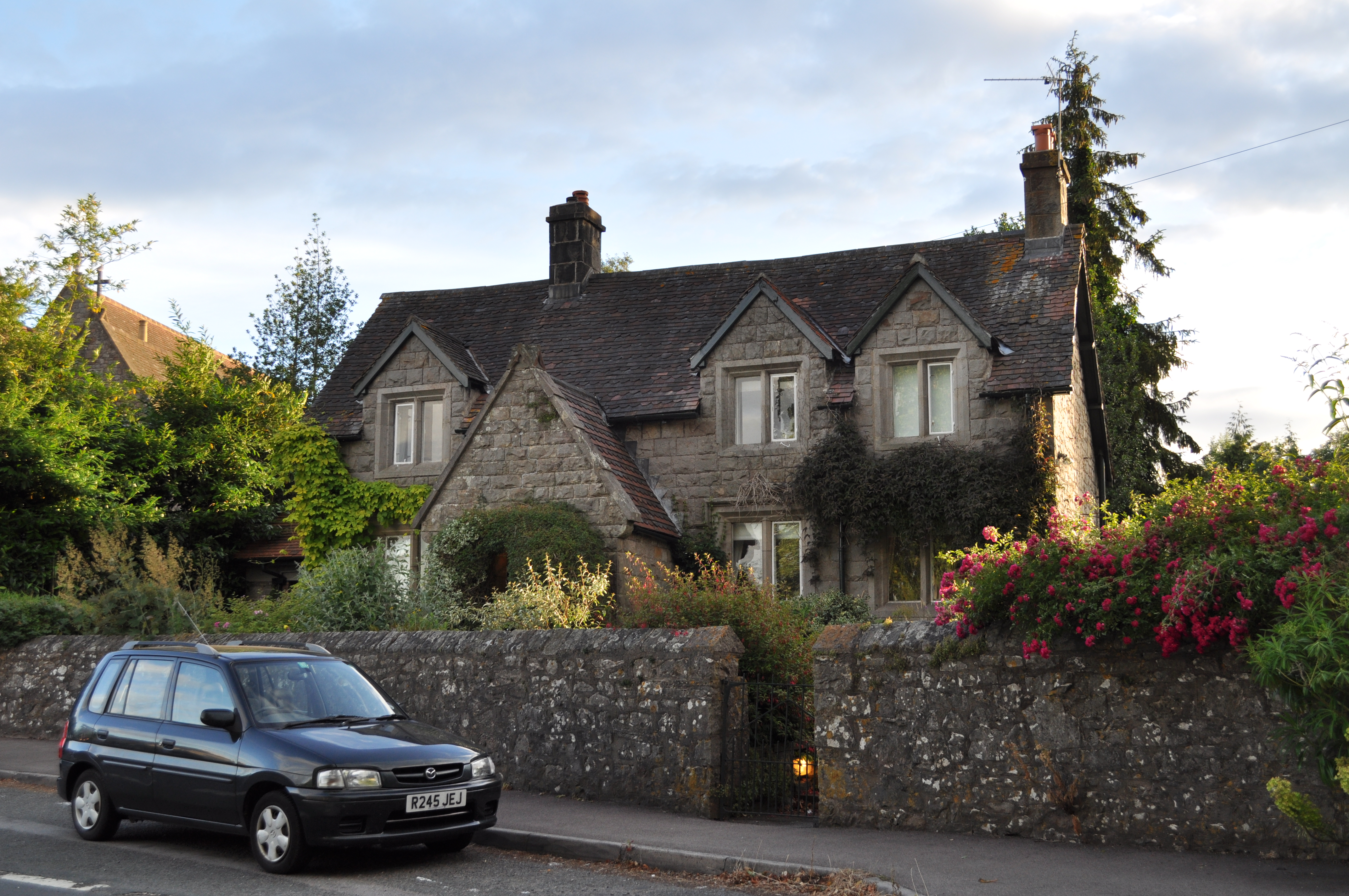
Church Cottage.

La maison d'enfance de l'écrivain J. K. Rowling, Church Cottage (en),  se trouve à Tutshill. C'est un bâtiment classé de style néogothique datant du milieu du XIXe siècle, conçu par l'architecte Henry Woodyer (en), et dans lequel Rowling a habité dès l'âge de neuf ans en 1974. Elle a fréquenté l'école primaire de Tutshill, avant d'intégrer à onze ans le collège Wyedean (en) de Sedbury.
Le personnage de Severus Rogue, dans les romans Harry Potter, était en partie basé sur Sylvia Morgan, une enseignante de son école primaire et sur l'un de ses professeurs de collège, John Nettleship. Tutshill est également le domicile d'une équipe fictive professionnelle de quidditch : les Tornades de Tutshill. Les joueurs de l'équipe portent des robes bleu ciel arborant un double « T » bleu foncé sur la poitrine et le dos.